# Stephen Ademolu
Stephen Ademolu (Windsor, 20 novembre 1982) è un ex calciatore canadese, di ruolo attaccante. Suo fratello gemello,O'Nicholas è anch'egli calciatore.

## Carriera

### Club
Ademolu giocò per gli svedesi del Trelleborg, per cui debuttò nella Allsvenskan l'8 luglio 2004, nella sconfitta per 1-0 contro l'Elfsborg. Il 9 agosto arrivò la prima rete, nella sconfitta per 4-2 sul campo del Malmö.
Passò poi ai norvegesi del Tromsø. Esordì nella Tippeligaen il 24 luglio 2005, sostituendo Hans Åge Yndestad nella sconfitta per 1-0 contro l'Odd Grenland. Il 29 ottobre segnò la prima rete, nel pareggio per 1-1 contro il Rosenborg.
Nel 2008, firmò per il Løv-Ham, club di Adeccoligaen. Giocò il primo incontro il 6 aprile 2008, nel successo per 1-0 sullo Hønefoss. La settimana seguente, fu lui a segnare la rete che sancì l'1-0 finale contro il Notodden.
Successivamente, Ademolu giocò per i lituani dell'Ekranas. Nel 2011 tornò in patria, nelle file del Windsor Stars.

### Nazionale
Ademolu giocò 5 partite per il Canada, dal 2005.

## Palmarès

### Club

#### Competizioni nazionali
- Campionato lituano: 3

Ekranas: 2008, 2009, 2010
- Coppa di Lituania: 1

Ekranas: 2009-2010
- Supercoppa di Lituania: 1

Ekranas: 2010